# Marcelle Taylor Brown
Marcelle Taylor Brown (1943) es una política, profesora y activista costarricense. En 1986 fue electa como diputada de la República, por el primer lugar por la provincia de Limón.
En 2023 fue declarada por la Asamblea Legislativa como Ciudadana de Honor.

## Biografía
Nació en Limón, hija de Florence Naomi Brown. Es de ascendencia jamaiquina y francesa. Realizó sus estudios primarios y secundarios en Limón. Obtuvo el título de maestra de primaria del Instituto de Formación Profesional del Magisterio Nacional y luego se graduó como profesora de estado con énfasis en español de la Escuela Normal Superior de Heredia.
Se desempeñó como docente durante 33 años en diferentes centros educativos de todos los niveles en Limón.

## Trayectoria política
Fue diputada en la Asamblea Legislativa de Costa Rica entre 1986 y 1990, impulsando proyectos como la Universidad EARTH y mejoras al complejo portuario de Japdeva en Limón. Representó a Costa Rica en congresos y reuniones internacionales.
Se desempeñó como vicepresidenta de la Junta de Administrativa Portuaria y de Desarrollo Económico de la Vertiente Atlántica (Japdeva) y como directora del Departamento de Apoyo Técnico de la Dirección Regional de Educación de Limón.

## Activismo cultural
En 1999 cofundó el Comité Cívico Cultural del Grupo Étnico Negro Limón, cuyo fin es rescatar y promover la cultura afrocaribeña de la provincia. Ha sido reconocida por su labor en defensa de la educación y la cultura limonense.

## Premios y honores
Desde 2017 forma parte de la Galería de las Mujeres del INAMU.
Por sus contribuciones en el ámbito educativo y cultural, en 2023 se le otorgó por parte de la Asamblea Legislativa la Ciudadanía de Honor de Costa Rica.